# Jean Thieulin
Jean Thieulin (* 29. März 1894 in Rouen; † 2. März 1960 ebenda) war ein französischer Maler der École de Rouen.

## Leben
Jean Thieulin wurde 1894 in Rouen als Sohn einer kunstsinnigen Familie geboren. Sein Vater Georges betrieb eine bekannte Buchhandlung in der Rue de la République. Jean war der zweite von drei Söhnen; sein älterer Bruder Louis wurde Architekt, sein jüngerer Bruder André Bildhauer.
Nach dem Besuch des Lycée Corneille versuchte sich Jean Thieulin kurz als Journalist in Paris, kehrte aber 1913 nach Rouen zurück und trat in die École des Beaux-Arts ein. Dort lernte er Künstler wie Michel Frechon, Alfred Dunet, Léon Bordes und Pierre Le Trividic kennen, mit denen er eine Gruppe bildete. Schon früh zeigte sich sein großes zeichnerisches Talent.
Während des Ersten Weltkriegs nahm Jean Thieulin an mehreren Ausstellungen teil. Bei der Ausstellung Pour leurs mutilés 1916/17 im Musée des Beaux-Arts zeigte er drei farbintensive Gemälde. 1918 stellte er auf der Exposition des Peintres de la Mer neben berühmten Künstlern wie Eugène Boudin und Claude Monet aus.
Nach dem Krieg widmete sich Jean Thieulin auch der Musik und der Poesie, blieb aber der Malerei treu. 1919 nahm er am Salon des Artistes Rouennais teil und war bei der Eröffnung der Galerie Moderne anwesend. Seine Werke wurden gut aufgenommen und bei einer Versteigerung erzielte eines seiner Gemälde einen Preis von 400 Francs.
1921 hatte Thieulin seine erste Einzelausstellung in der Galerie Moderne, wo er als talentierter Maler wahrgenommen wurde. In den folgenden Jahren nahm er an weiteren Ausstellungen teil und seine Werke wurden in der lokalen Kunstszene geschätzt.
1924 beteiligte er sich an der ersten Ausstellung der Société des Artistes Normands, die sich gegen „Nachzügler des Impressionismus“ (l'impressionnisme retardataire) wandte. Thieulin wurde Vizepräsident der Gesellschaft. In den nächsten Jahren stellte er regelmäßig in Rouen und anderen Städten aus und erhielt durchweg positive Kritiken.
Nach 1930 verlagerte sich sein Schwerpunkt auf die Société des Artistes Normands und 1935 schloss er sich der Künstlergruppe Les Seize an, die sich durch die Vielfalt ihrer künstlerischen Temperamente auszeichnete.
Der Zweite Weltkrieg brachte jedoch großes Unglück für Thieulin. Sein Atelier und sein Zuhause wurden durch Bombenangriffe zerstört, und er verlor viele seiner Werke. Nach dem Krieg stellte er 1947 im Musée des Beaux-Arts de Rouen aus, aber seine Schaffenskraft ließ nach. Er hörte bald darauf auf zu malen und verbrachte seine letzten Jahre in Depression. Jean Thieulin starb am 2. März 1960, kurz nach seinem langjährigen Freund Pierre Le Trividic.

## Werk
Das malerische Werk von Jean Thieulin ist nicht sehr bedeutend, da der Künstler noch andere Interessensgebiete hatte: Poesie und Musik; ihm kommt das Verdienst zu, 1920 das erste Jazzorchester in Rouen mitgegründet zu haben. Er war ein sehr guter Zeichner und Kolorist, seine Ansichten von Rouen sind selten – seine Produktion beläuft sich auf etwa 600 Gemälde und Zeichnungen.